# Forensische Biologie
Die Forensische Biologie, die auch als Kriminalbiologie bezeichnet wird, beschäftigt sich mit den biologischen Aspekten der Forensik und Rechtsmedizin.
Hervorgegangen ist die Forensische Biologie aus der kriminalistischen Untersuchung von Textilspuren, deren ursprüngliche Ausgangsmaterialien meist Wolle und Baumwolle waren.

## Teilgebiete
Im Wesentlichen wird die Forensische Biologie in folgende Bereiche unterteilt: Genetik, Serologie, Entomologie und Botanik, wobei jeweils die entsprechenden kriminalbiologischen und gerichtsmedizinischen Techniken zur Anwendung kommen. Die Toxikologie tierischer und pflanzlicher Gifte ist ebenfalls Teil der Disziplin. Die Forensische Entomologie und die Erstellung und Analyse genetischer Fingerabdrücke mittels DNA-Analyse können dabei das genetische Profil sämtlicher Lebewesen entschlüsseln. Somit können vom Tatort verbrachte biologische Spuren, wie Blätter oder eingeatmete Pollen von Pflanzen, bei der Aufklärung von Kriminalfällen aufschlussreich sein.

## Anwendungsbereiche

### Hinweis auf verborgene Leichen
Um Tötungsdelikte zu verschleiern, versuchen Täter Leichen so zu verbergen, dass diese nicht oder erst deutlich später aufgefunden werden. Viele dieser Leichen werden im Boden vergraben, wo ihre Verwesung sich auf die Biogeochemie, in diesem Fall insbesondere auf die Nährstoffzusammensetzung des Bodens im direkten Umfeld auswirkt. Bei der Verwesung eines Körpers werden Substanzen frei gesetzt, die das Pflanzenwachstum anregen, darunter die Komponenten Stickstoff, Phosphor und Kalium. Im direkten Umfeld versteckter Gräber verändert sich das Mikroklima. Die Anwesenheit einer Leiche wirkt sich neben dem erhöhten Nährstoffangebot auch auf folgende Parameter aus: Bodenfeuchtigkeit und -temperatur, pH-Wert des Bodens und dessen Sauerstoffsättigung. In Versuchen konnte bestätigt werden, dass sich auch die Tiefe, in der ein Schweinekadaver begraben wurde, sich auf das Pflanzenwachstum auswirkt, welches nach über einem Jahr noch immer besonders üppig ausfiel und sich aus anderen Arten zusammensetzte als in der direkten Umgebung.

### Todeszeitbestimmung
Mit Hilfe von biologischen Methoden kann eine Eingrenzung des Todeszeitpunktes vorgenommen werden. Bei nicht vergrabenen Leichen ist hier insbesondere die Besiedelung durch Insekten sowie die Anwesenheit von deren Eiern und Larven ein entscheidendes Kriterium für die Liegezeit und hilft somit bei der Bestimmung des Todeszeitpunktes.

## Ausbildungsstätten
Ob Forensische Biologie als Teilbereich eines Studiums der Medizin, Rechtsmedizin oder innerhalb des Fachbereiches Biologie angeboten wird, hängt stark vom Studienort ab. Während es in den USA vierjährige Kurse gibt, sind in Europa Module im Wahlbereich oder Kurse, die zusätzlich belegt werden können üblich.

### Deutschland
In Deutschland bieten u. a. folgenden Universitäten Forensische Biologie an:
- Philipps-Universität Marburg (als Bachelor-Studiengang)[5]
- Ludwig-Maximilians-Universität München[6]
- Johann Wolfgang Goethe-Universität Frankfurt am Main[7]

### Großbritannien
- University of Leicester[8]
- University of Kent[9]

### Frankreich
In Frankreich wurden folgende Universitäten für das Studium Forensischer Biologie empfohlen (Auswahl):
- Universität Lyon
- Université de Lille
- Universität Straßburg

### Spanien
- Universität Complutense Madrid (Als Zusatzkurs für den Fachbereich Medizin)[11]

### USA
In den USA hat die „American Academy of Forensic Sciences“ die universitären Ausbildungsstätten evaluiert und empfiehlt das Studium Forensischer Biologie an folgenden Universitäten (Auswahl).:
- Boston University (Medizinische Fakultät, 2 Jahre)
- Fayetteville State University (Biologischer Schwerpunkt: 4 Jahre)
- Ohio Northern University (Biologie und Tatortanalyse: 4 Jahre)
- Delaware State University (Biologie und Tatortanalyse: 4 Jahre)